# Mi mujer y mis hijos
Mi mujer y mis hijos es un cuadro realizado entre 1897 y 1898 por el pintor valenciano Joaquín Sorolla.

## Descripción
Se trata de una obra experimental, en la que recogió lo esencial de la escena, dejando el cuadro sin acabar. Muestra a sus tres hijos andando bajo el cuidado de su madre, Clotilde. Esta aparece apenas esbozada y viste traje blanco, con lazada negra en la cintura, y hace ademán de sujetar a la pequeña Elena, medio desnuda, que agarra la bata de su hermano Joaquín. Mientras, a la izquierda, María está avanzando.